# 小浪底镇
小浪底镇，是中华人民共和国河南省洛陽市孟津区下辖的一个乡镇级行政单位。

## 行政区划
小浪底镇下辖以下地区：
马屯村、梁村、寺院坡村、相留村、胡坡村、明达村、李家岭村、王湾村、庙护村、班沟村、刘庄村、朱家坡村、东达宿村、南达宿村、东官庄村、雅沟村、北达宿村、小浪底村、和贯坡村、石门村、下梭椤沟村、津西村、柳树滩村、大柿树村、后村、崔岭村、上梭椤沟村和卞家庄村。

## 中国传统村落
2012年，乔庄村被评为首批“中国传统村落”。